# Дзахоевы
Дзахо́евы (осет. Дзахотæ, Дзæхойтæ) — осетинская фамилия.

## История и происхождение
Родоначальником фамилии Дзахоевых был мужчина Дзахо, от его собственного имени произошла фамилия Дзахоевых. Дзахо родился в селении Даллагкау и жил в Куртатинском ущелье. По воспоминаниям старожилов, у Дзахо была большая семья. Он воспитал и вырастил много сыновей и дочерей. Сыновья занимались охотой, выращивали скот, женщины были заняты домашним хозяйством.
Но в условиях гор земли очень не хватало. Поэтому два старших сына Дзахо переселились на территорию нынешней Южной Осетии и обосновались в местности, которую облюбовали ранее во время одной из своих охот. Свое новое местожительство братья назвали «Кæсагджын ком», так как в протекавшей по ущелью горной речке водилось много рыбы. Это недалеко от образовавшегося позднее шахтерского поселка Квайса.
Здесь были все необходимые условия для нормальной жизни: речка, пастбища, сенокосы, лес. Сыновья Дзахо построили дом, развели скот, выкорчевывали лес и осваивали землю для выращивания сельхозпродуктов. Настало время обзавестись им семьями. Но неожиданно один из братьев умер. Другой брат женился на местной девушке и создал большую семью. Со временем его потомки образовали в «Кæсагджын коме» селение Дзахоевых.

## Посемейные списки

### 1863
Аул Барзыкау
38. Тала Дзахоев
- сыновья его: Тасолтан, Эльмурза, Сахмурза, Мурзабек, Каурбек, Заурбек, Алимурза

39. Гиссо Дзахоев
- братья его: Асламурза, Карасе
- сыновья Карасе: Сослан, Малка, Амзор, Тама, Магомет

Аул Карца
1. Замбек Дзахуев
- сыновья его: Темрико, Инус, Кавдин

2. Амтуари Дзахуев
- сын его: Бибо